# Hilary Mantel
Hilary Mary Mantel (Glossop, Derbyshire, Inglaterra, 6 de julio de 1952-Exeter, Devon, Inglaterra, 22 de septiembre de 2022) fue una escritora británica que alcanzó el éxito literario gracias a la trilogía de novela histórica sobre Thomas Cromwell (publicadas entre 2009 y 2020), y cuya obra abarca desde novelas de intriga, a memorias personales y cuentos a ensayos.
Galardonada en dos ocasiones con el Premio Booker a la mejor novela del año en lengua inglesa (en 2009 y 2012). En su caso por sus dos primeras novelas de la trilogía sobre Thomas Cromwell (En la corte del lobo y Una reina en el estrado).

## Carrera literaria
Mantel obtuvo su primer Premio Booker en 2009 por su novela En la corte del lobo (Wolf Hall), primera entrega de su trilogía sobre Thomas Cromwell en el que narra su ascenso al poder en la corte del rey Enrique VIII de Inglaterra. Cromwell fue un estadista y abogado que sirvió al rey como secretario de Estado y ministro principal durante el periodo de 1532 a 1540, fecha en la que fue ejecutado por decapitación en la Torre de Londres por orden del propio rey.
Su segundo Booker lo ganó en 2012 con Una reina en el estrado (Bring Up the Bodies), la segunda obra de la trilogía. Esto la convirtió en la primera mujer en recibir este prestigioso galardón de las letras anglosajonas en dos ocasiones, siguiendo los pasos de los escritores J. M. Coetzee, Peter Carey y James Gordon Farrell.
Ocho años más tarde, en marzo de 2020, publicó en el Reino Unido El trueno en el reino (The Mirror and the Light), título de la última entrega de su trilogía sobre Thomas Cromwell.

## Obras
En negrita figuran las obras publicadas en español.

### Novelas
- Serie "Every Day is Mother's Day":
  1. Every Day is Mother's Day (1985)
  2. Vacant Possession (1986)
- La jaula de cristal (Eight Months on Ghazzah Street, 1988), trad. de Albert Vitó, ed. Destino.
- Fludd (1989)
- La sombra de la guillotina (A Place of Greater Safety, 1992), trad. de Antoni Puigròs, Ediciones B.
- A Change of Climate (1994)
- Experimento de amor (An Experiment in Love, 1995), trad. de Albert Vitó, ed. Destino.
- The Giant, O'Brien (1998)
- Tras la sombra (Beyond Black, 2005), trad. de Damián Alou, ed. Global Rhythm Press.
- Trilogía de Thomas Cromwell (2009-2020):
  1. En la corte del lobo (Wolf Hall, 2009), trad. de José Manuel Álvarez Flórez, ed. Destino, 2011. Premio Booker 2009.
  2. Una reina en el estrado (Bring Up the Bodies, 2012), trad. de José Manuel Álvarez Flórez, ed. Destino, 2013. Premio Booker 2012.
  3. El trueno en el reino (The Mirror and the Light, 2020), trad. de José Manuel Álvarez Flórez, ed. Destino, 2020.[5]

### Relatos
- Learning to Talk (2003). Colección de seis relatos.
- El asesinato de Margaret Thatcher (The Assassination of Margaret Thatcher: Stories, 2014), trad. de José Manuel Álvarez Flórez, ed. Destino. Colección de diez relatos.

### Memorias
- Giving Up the Ghost (Los fantasmas de una vida, 2003), trad. de Albert Vitó i Godina, ed. Destino.

### Artículos
- "What a man this is, with his crowd of women around him!", London Review of Books, 30 de marzo de 2000.
- "Some Girls Want Out", London Review of Books, v. 26 nº 5, páginas 14-18, 4 de marzo de 2004.
- "Diary", London Review of Books, 4 de noviembre de 2010.
- Blot, erase, delete: How the author found her voice and why all writers should resist the urge to change their past words, Index Censorship, septiembre de 2016.